# 2018. évi férfi, női felnőtt súlyemelő országos bajnokság
A 2018. évi magyar súlyemelő bajnokság 2018. november 17-18-án került megrendezésre Szombathelyen, a Haladás VSE által. A versenyeken még a régi, a Nemzetközi Súlyemelő Szövetség szabályai szerint, 2018. november 1-ig alkalmazott súlycsoportokban mérettették meg magukat az indulók.

## Versenyprogram
| November 17.  | November 17.   | November 17.    | November 17. |
| Súlycsoportok | Súlycsoportok  | Verseny kezdete | Résztvevők   |
| ------------- | -------------- | --------------- | ------------ |
| Női           | 48, 53, 58 kg  | 10:00           |              |
| Férfi         | 56, 62, 69 kg  | 13:00           |              |
| Női           | 63, 69 kg      | 16:00           |              |
| Férfi         | 77 kg          | 18:30           |              |
| November 18.  |                |                 |              |
| Férfi         | 85, 94 kg      | 10:00           |              |
| Női           | 75, 90, 90+ kg | 13:00           |              |
| Férfi         | 105, 105+ kg   | 15:00           |              |

## Résztvevők
- Békéscsabai SSZSE
- BKV Előre SC
- Fehérvár RC
- Firmitas SC
- FISZEJ SE
- Győri AC
- Haladás VSE
- Kazincbarcikai VSE
- Kecskeméti TE
- MAFC
- Maglódi TC
- Nyíregyházi VSC
- Oroszlány VSEE
- Oroszlányiak VSK
- Ózdi SFC
- Pécsi SE
- Soroksári SSZSE
- Szegedi Lelkesedés SK
- Szerencs VSE
- Szolnoki MÁV SE
- Tamási Koppány SE
- Tatabányai SC
- Testvériség SE
- Vállalkozók SE
- Zalaegerszegi TE SK